# Palmorchideae
Palmorchideae es una tribu de la subfamilia Epidendroideae, familia Orchidaceae. Tiene los siguientes  géneros:

## Géneros
- Géneros: Palmorchis